# Hazel Jenkins
Hazel Gertrude Jenkins là một nữ chính trị gia người Nam Phi và là cựu Thủ tướng của tỉnh Bắc Cape. Bà giữ chức Thủ tướng từ tháng 5 năm 2009 cho đến khi chính thức từ chức vào tháng 4 năm 2013, sau một cơn đột quỵ. Đề nghị công nhận Hazel Jenkins từ chức Thủ tướng (vì lý do y tế) đã bị cơ quan lập pháp đánh bại trong cuộc bỏ phiếu vào ngày 30 tháng 4 năm 2013 để về mặt kỹ thuật, Jenkins vẫn là Thủ tướng. Do đó, Sylvia Lucas đã tuyên thệ vào ngày 30 tháng 4 không phải với tư cách là người kế vị của Jenkins mà là Quyền Thủ tướng. Hazel Jenkins sau đó đã từ chức, kể từ ngày 22 tháng 5 năm 2013, mở đường cho Lucas được tuyên thệ nhậm chức vào ngày 23 tháng 5 năm 2013.

## Bối cảnh và sự nghiệp chính trị
Ở tuổi 49 vào thời điểm bà nhậm chức Thủ tướng, Hazel Jenkins đã là Thị trưởng của quận Pixley ka Seme (trước đây là Bo Karoo), tại De Aar ở Karoo. Trước đây bà là một giáo viên.
Sinh ngày 6 tháng 6 năm 1960 tại Ceres ở Western Cape, Hazel Jenkins được giáo dục tại Worcester, trúng tuyển vào trường trung học Esselen Park. Hazel Jenkins tốt nghiệp bằng tốt nghiệp giảng dạy tại Trường Cao đẳng Đào tạo Bellville, với bài đăng đầu tiên với tư cách là giáo viên tại Trường Trung học Rocklands ở Đồng bằng của Mitchell, Cape Town. Jenkins là một Ủy viên Hội đồng Thanh niên trong Giáo hội Anh giáo.
Năm 1995, Jenkins được bầu làm Nghị viên tại Khu đô thị địa phương Emthanjeni của De Aar, tiếp tục làm Thị trưởng điều hành cho Khu đô thị quận Bo-Karoo. Bà phục vụ hai nhiệm kỳ là Phó chủ tịch Hiệp hội chính quyền địa phương Nam Phi.